# Jestina Mukoko
Jestina Mukoko és una defensora dels drets humans zimbabuesa i la directora del Zimbabwe Peace Project. És una periodista en pràctiques i antiga presentadora de notícies de la Zimbabwe Broadcasting Corporation.
El març de 2010, Mukoko va ser una de les 10 dones defensores dels drets humans distingides amb el Premi Internacional Dona Coratge, del Departament d'Estat dels Estats Units a dones que haguessin mostrat un coratge i un lideratge excepcionals en l'avenç dels drets de la dona. També va ser seleccionada com a membre l'any 2010 de l'Oak Institute per a l'Estudi de Drets Humans Internacionals al Colby College.

## Segrest i detenció
La nit del 3 de desembre de 2008, Jestina Mukoko va ser segrestada de casa seva al nord de Harare. Fumisani Muleya, del diari sudafricà Business Day, va escriure que havia estat "segrestada presumptament per agents de l'estat per haver estat implicada en la planificació de manifestacions contra el govern".
En conseqüència, va explicar a The Independent que se l'havia detingut per interrogar-la sobre la seva ONG, el Peace Project, i que després havia estat detinguda per reclutar joves per entrenar-los militarment per al Moviment per al Canvi Democràtic, opositor al règim. Va ser colpejada en les plantes dels peus amb porres de goma, suposadament l'eina de tortura preferida del règim de Zimbàbue, ja que no deixa marques visibles que puguin servir com a proves en un judici.
Després de tres dies va ser lliurada a un altre grup d'interrogadors que, segons va dir, eren oficials de "llei i ordre". Va ser amenaçada amb l'"extinció" si decidia no ser testimoni en les suposades causes d'entrenaments militars.
Figures prominents de tot el món, inclosos Gordon Brown i Condoleezza Rice van demanar el seu alliberament. L'anomenat "Group of Elders", que inclou Jimmy Carter, Kofi Annan i Graça Machel, que en aquell moment no se li permetia l'entrada a Zimbàbue, va fer una crida en favor de l'alliberament de Mukoko en una conferència de premsa a Sud-àfrica.
L'Alt Tribunal de Zimbàbue va ordenar a la Policia Republicana de Zimbàbue la recerca de Mukoko. L'ordre va ser ignorada per la policia, que va negar el coneixement del seu parador.
Mentrestant, Mukoko va ser obligada a agenollar-se sobre la grava durant hores mentre era interrogada en un intent de forçar-la a signar un comunicat en què afirmaria que havia reclutat un exagent de la policia en la suposada trama. La seva condició mèdica es va deteriorar fins a tal punt que li van haver de proporcionar medicaments per tractar al·lèrgies. Va ser obligada a llegir comunicats davant la càmera admetent la seva relació amb l'antic agent Fidelis Mudimu. Va sentir a algú dir que es trobaven a King George VI Barracks, fora d'Harare.
Se li va explicar, en un cert moment, que ella i un altre segrestat, el seu company Broderick Takawera, estaven sota custòdia policial. Se la va traslladar a diferents comissaries i va haver d'acompanyar la policia en registres a casa seva i a la seva oficina.
El 24 de desembre el diari zimbabuès Herald va informar que Mukoko havia aparegut als tribunals d'Harare sota càrrecs d'haver intentat reclutar gent per formar-la militarment i així derrocar el govern. No va poder parlar amb els seus advocats. Va aparèixer al tribunal amb set altres segrestats, inclòs un home de 72 anys i un nen de 2 anys, els pares del qual, Violet Mupfuranhehwe i Collen Mutemagawo, també estaven detinguts.
El març de 2009, tres mesos després del segrest, Jestina Mukoko va ser alliberada sota fiança. Les mesures cautelars incloïen que s'havia de presentar setmanalment en una comissaria de Norton i lliurar el seu passaport.
El 21 de setembre de 2009, l'Alt Tribunal de Zimbàbue va ordenar la suspensió permanent dels procediments penals contra Jestina Mukoko. Amnistia Internacional va celebrar la decisió, afegint que els càrrecs eren, segons molts consideraven, falsificats pel govern de Mugabe com a part d'una estratègia més àmplia per a silenciar l'oposició política. Sota el paraigua del programa d'apadrinament dels parlamentaris alemanys de defensors dels drets humans, la política alemanya Marina Schuster ha estat al corrent de la tasca de Mukoko.